# Chris O’Brien
Christopher „Chris“ O’Brien (getauft am 4. Oktober 1881 in Bohermeen im County Meath in Irland; gestorben am 3. Juni 1951 in Chicago) war ein amerikanischer American-Football-Funktionär. Er gründete das Franchise, das heute als Arizona Cardinals in der National Football League spielt. Er war ein Gründungsmitglied dieser Liga.

## Leben
Chris O’Brien wurde als Sohn von Patrick O’Brien und Brigid Clarkin in Irland geboren. Sein Vater wanderte in die Vereinigten Staaten aus, während seine Mutter mit den Kindern bei ihrer Familie blieb. Der Vater diente im 7th Cavalry Regiment während der Zeit der Eroberung des „Wilden Westens“. Später war er im Baugewerbe tätig und agierte im Immobiliengeschäft. 1889 zogen Chris und sein Bruder Patrick zu ihrem Vater.
Chris O’Brien arbeitete als Klempner, Anstreicher und Dekorateur. In der vor allem von irischstämmigen Einwohner geprägten südlich der Schlachthöfe gelegenen Chicago South Side organisierte er 1898 für den Morgan Athletic Club eine Football-Mannschaft. Aus dieser Mannschaft entstand 1901 das Team der Racine Cardinals, benannt nach der Racine Avenue in diesem Stadtteil. Diese Mannschaft bestand zunächst bis 1906. 1913 belebte er die Mannschaft als Profi-Team. Am 17. September 1920 nahm O’Brien an der Zusammenkunft im Automobilgeschäft von Ralph Hay in Canton (Ohio) teil, bei der die American Professional Football Association, später Nation Football League genannt, gegründet wurde. Um Verwechslungen zu vermeiden, wurde die Mannschaft als Chicago Racine Cardinals und ab 1922 nur noch als Chicago Cardinals bezeichnet.
1920 gelang es ihm, mit Paddy Driscoll einen der damals besten Spieler und Trainer zu verpflichten. Mit dessen Unterstützung konnten sich O’Briens Cardinals gegen die Stadtrivalen der Chicago Tigers in der Publikumsgunst durchsetzen. Mit dem Umzug der Decatur Staleys nach Chicago 1921 erwuchs jedoch ein neuer Konkurrent.
Das Franchise machte permanent Verluste und Chris O’Brien konnte die Mannschaft nur mit seinem Einkommen aus seinem Anstreichergeschäft und einer Tätigkeit am Gericht am Leben halten. Letztendlich war er gezwungen, die Mannschaft zu verkaufen.
Mitte Juli 1929 erwarb der Amtsarzt David J. Jones für 12.000 Dollar das Franchise.
Chris O’Brien vermarkte weiterhin Footballspiele auf dem Sandplatz an der Ecke Racine Avenue/61. Straße (Morgan Playground). Später war er bei einem Stahlunternehmen beschäftigt.
Am 3. Juni 1951 verstarb er in seinem Haus in der Racine Avenue. Er wurde in Chicago auf dem Friedhof Mount Olivet Catholic Cemetery beerdigt.
Er war seit 1904 verheiratet mit Frieda Bencke und hatte einen Sohn.